# Lophuromys chrysopus
Lophuromys chrysopus is een knaagdier uit het geslacht Lophuromys dat voorkomt in de bergen van Ethiopië aan beide kanten van de Grote Slenk. Mogelijk bestaat er geografische variatie tussen de vormen aan beide kanten van de Riftvallei. Deze soort behoort tot het ondergeslacht Lophuromys en is daarbinnen verwant aan L. aquilus en de andere soorten van de L. aquilus-groep, die net als L. chrysopus lange tijd tot L. flavopunctatus zijn gerekend. Er bestaat een mogelijkheid dat L. chrysopus dezelfde soort vertegenwoordigt als L. eisentrauti, L. zena, L. dieterleni en L. rubecula uit andere Afrikaanse gebergten (de laatste soort wordt tegenwoordig als een synoniem van L. aquilus gezien).
L. chrysopus is een middelgrote, gespikkelde Lophuromys met een tamelijk lange staart. De bovenkant van het lichaam is donkerbruin, de onderkant respectievelijk geel tot oranje en roze tot rood bij de populaties in respectievelijk Harenna en Beletta. De klauwen zijn kort. De kop-romplengte bedraagt 99,5 tot 128,0 mm, de staartlengte 71,7 tot 86,5 mm, de achtervoetlengte (c.u.) 21,0 tot 25,2 mm, de oorlengte 16,0 tot 20,0 mm en het gewicht 30,0 tot 65,0 g. Het karyotype bedraagt 2n=54, FN=60.
Kivumys: Lophuromys luteogaster · Lophuromys medicaudatus · Woosnamborstelhaarmuis (Lophuromys woosnami)

Lophuromys: Lophuromys angolensis · Lophuromys ansorgei · Lophuromys aquilus · Lophuromys brevicaudus · Lophuromys brunneus · Lophuromys chercherensis · Lophuromys chrysopus · Lophuromys dieterleni · Lophuromys dudui · Lophuromys eisentrauti · Lophuromys flavopunctatus · Lophuromys huttereri · Lophuromys kilonzoi · Lophuromys laticeps · Lophuromys machangui · Lophuromys makundii · Lophuromys margarettae · Lophuromys melanonyx · Lophuromys menageshae · Lophuromys nudicaudus · Lophuromys pseudosikapusi · Lophuromys rahmi · Lophuromys rita · Lophuromys roseveari · Lophuromys sabunii · Lophuromys sikapusi · Lophuromys simensis · Lophuromys stanleyi · Lophuromys verhageni · Lophuromys zena